# Tempo (1996)
Tempo ist ein österreichischer Spielfilm von Stefan Ruzowitzky aus dem Jahr 1996, der mit diesem Film sein Kinodebüt gab. In dem Rave-Movie, das im Wiener Jugendmilieu angesiedelt ist, geht es um den knapp 18-jährigen Ausreißer Jojo, verkörpert von Xaver Hutter, der als Fahrradbote arbeitet und sich in dieser Zeit in immer aufregendere Tagträume begibt. Tragende Rollen sind mit Nicolette Krebitz, Dani Levy und Simon Schwarz besetzt. 

## Inhalt
Der noch minderjährige Jojo, der in der niederösterreichischen Provinz zu Hause ist, ist von dort ausgerissen und schlägt sich als Fahrradbote in Wien durch. In seiner Fantasie ist er davon überzeugt, dass in der Großstadt ein aufregendes Leben auf ihn wartet, das er nur allzu gern gegen die spießige Bürgerlichkeit seines Elternhauses eingetauscht hat. Gemeinsam mit dem älteren, ebenfalls als Fahrradboten arbeitenden Bastian lebt er in einem Bretterverschlag in einem Hinterhof. Bastian wurde vor nicht allzu langer Zeit aus einer Besserungsanstalt entlassen. Eines Tages wird Jojo zu dem geheimnisvoll auftretenden, stets modisch gekleideten smarten Bernd geschickt, um eine Sendung in einen am Rande des Wienerwald gelegenen Außenbezirk zu transportieren. Bernd scheint in der Werbebranche tätig zu sein und Jojo als „Liebesbote“ einzusetzen. Jojo hat die Aufgabe, mit einer Rose versehene Briefe an die junge Clarissa zu übergeben, die bei ihren Eltern in deren mondäner Villa wohnt. Dass er Clarissa mit Rauschgift versorgt, ahnt er nicht. Er verliebt sich sofort in die hübsche junge Frau und spinnt sich zusammen, dass Bernd und er Rivalen um die Gunst Clarissas seien und auch, dass er von Clarissa verführt wird und ihn eine große Leidenschaft mit ihr verbindet. Im Gegensatz dazu steht die Realität, in der Jojo in der Gegenwart von Frauen eher nicht weiß, was er sagen soll.
Von nun an wird Jojo immer wieder von seinem „Stammkunden“ auf dieser Strecke eingesetzt, um die zahlreichen Päckchen Bernds an Clarissa weiterzuleiten. So entwickelt sich zwischen den Beteiligten langsam eine Dreiecksbeziehung, die sich sehr viel komplexer gestaltet, als es zunächst den Anschein hat. Jojo muss lernen mit Situationen zurechtzukommen, die ihn immer mal wieder überfordern.
Jojo lebt größtenteils in einer Fantasiewelt, die viel seiner Zeit in Anspruch nimmt, und die er auf seinen Kurierfahrten auszuleben versucht. Diese Fahrten sind für ihn Veranlassung, sich Geschichten auszudenken, die er ausufernd ausschmückt und die sich um makabre Dinge wie Verbrechen oder menschliche Abgründe drehen. Jojo hat ein besonderes Talent, den banalen Alltag zu ignorieren und immer wieder in seine Fantasiewelt abzutauchen. Eine seiner Lieblingsfantasien besteht darin, sich selbst im Fernsehen zu sehen, wo er interviewt wird, um über von ihm geleistete Heldentaten zu berichten. 
Jojos lebhafte Tagträume verwandeln sich im Laufe des Filmes immer mehr in reale Abenteuer. So wird er von einer Bande Neonazis verfolgt und angegriffen, verliert seine Jungfräulichkeit sowohl in homo- wie in heterosexueller Weise und wird mit Drogenhändlern konfrontiert. Es gelingt Jojo jedoch auf Dauer nicht, Wirklichkeit und seine blühende Fantasie zu trennen, sodass er nur als Verlierer aus allem, was ihm widerfährt, hervorgehen kann. Verstanden hat er allerdings so gut wie nichts, erreicht auch nichts und richtig gemacht schon gar nichts. Doch alle Schläge, die er einstecken muss, führen ihn einzig zu der Erkenntnis, er habe ja sein erstes Geld verdient, seine erste eigene Wohnung bezogen und zum ersten Mal mit einer Frau geschlafen. Schließlich müsse man das so sehen.

## Produktionsnotizen

### Formales
Der in Clip-Ästhetik fotografierte Film mit schnellen Schnitten sorgte, im Umfeld von Filmen wie Lola rennt und der damals auf dem Höhepunkt stehenden Techno- und Raverszene für Aufsehen. Der heute nur noch wenig bekannte Streifen kann als so etwas wie ein Abbild der damaligen jugendkulturellen Szene Wiens mit den Gazometer-Raves und dem Aufstieg der FPÖ unter Jörg Haider, der hier durch die Verkörperung der „Hauptprojektleiter“ Clemens Haipl, Gerald Votava und Herbert Knötzl als Neonazis Eingang findet, angesehen werden. Des Weiteren kann Tempo als typischer Coming-of-Age-Film gewertet werden.
Im Film, der im Frühjahr 1996 gedreht wurde, erklingen unter anderem das Oratorium Messiah: Halleluja Chorus von Georg Friedrich Händel und der Marsch Auf in den Kampf Torero aus der Oper Carmen von Georges Bizet.

### Veröffentlichung
In Österreich kam der Film am 6. September 1996 in die Kinos. In Deutschland wurde der Film am 16. April 1998 erstmals veröffentlicht. In Ungarn lief er ebenfalls unter dem Titel Tempo erstmals im dortigen Fernsehen.
Der von Dor Film in Zusammenarbeit mit dem ORF produzierte Film wurde innerhalb der Edition Der österreichische Film/Edition Der Standard auf DVD herausgegeben.

## Rezeption

### Kritik
Marina Pavido befasste sich auf der Seite Cinema Austriaco mit dem Film und meinte Regisseur Ruzowitzky habe „schon immer einen offenen Blick für Innovationen“ gehabt und es „im Guten wie im Schlechten immer geschafft, Spielfilme mit einer eigenen, ausgeprägten Persönlichkeit zu schaffen“. In dieser Hinsicht folge „sein erster Spielfilm fürs Kino (nach einem Fernsehdebüt mit Montevideo 1994) einerseits dem bereits vielfach diskutierten Weg des Coming-of-Age Österreich“ offenbare aber „einen aufmerksameren Blick denn je auf das, was gleichzeitig im Rest der Welt erreicht“ worden sei, „für ein Produkt mit internationaler Reichweite, das viele typische Merkmale des Mainstream-Kinos der 1990er-Jahre“ aufweise. Gleichzeitig gelinge es aber auch, „einige Überlegungen zum damaligen Österreich und zur Richtung, in die sich die politische Lage im Land“ entwickelt habe, „auf die Bühne zu bringen“. Was in dem Film sofort ins Auge falle, seien „die überaus frenetischen Rhythmen, die durch einen Ad-hoc-Schnitt und einen musikalischen Kommentar“ entständen, „während die Kamera damit beschäftigt“ sei, „Jojo bei seinen Radtouren durch die Straßen Wiens zu verfolgen“. „Zeit zum Durchatmen“ bleibe „bei diesem Ruzowitzky-Spielfilm (fast) nie“.
Horst Peter Koll verfasste eine Filmkritik für den Filmdienst und sprach von einem „unbekümmert rasant inszenierten, sehr witzigen und unterhaltsamen Rave-Movie, das jener Jugendkultur und ihrer Musik sowie ihrem Lebensgefühl ein dynamisches Denkmal“ setze, „denn Jojos ‚coole‘ Tagträume bzw. Traumtage“ hinterließen „nicht nur Blessuren, sondern auch manche (Selbst-) Erkenntnis, die ihn etwas erwachsener und reifer werden“ ließen „auf seinem selbstgewählten Initiationsweg“. Der Film spiele „intellektuell gebrochen mit dem Zeitgeist und vor allem auch mit der vermeintlich verführerischen Rasanz und dem Glanz eines Lebensgefühls, das sich am Ende als eine Art intuitiver Suche nach Lebensinhalt und -Sinn“ erweise. Tempo sei „in der Tat das Programm des Films, der den schnellen Beat der Techno-Musik als facettenreiches Sinnbild für die Stimmungen des Jungseins“ nutze: „Geschwindigkeit, Mobilität, ein wenig Anarcho-Freiheit sowie satirische Frechheit“ würden „von der stroboskopartig auf- und abblendenden, stets sehr agilen Kamera rhythmisch und präzise eingefangen, wobei Jojos verspielt-naive ‚Sorglosigkeit‘ nicht nur als Lieferant für Gags“ diene, „sondern sich durchaus sinnstiftend in einigen ruhigeren Nebenhandlungen“ breche. Das alles mache Tempo „unterhaltsam und nachdenkenswert – und Stefan Ruzowitzky zu einem der interessantesten deutschsprachigen jungen Regisseure überhaupt“.
Das Filmarchiv Austria schrieb zur Wiederaufführung des Films nach 25 Jahren, „das Regiedebüt des späteren Oscar-Preisträgers Stefan Ruzowitzky“ sei „eine ganz besondere Liebeserklärung an Wien, die 1990er-Jahre und ein Film, der seinem Namen alle Ehre“ mache. Tempo treibe „das Adrenalin, den Puls und die Beats pro Minute in schier schwindelerregende Höhen“.
Die Redaktion der Filmzeitschrift Cinema schrieb: „Wackelige Handkamera, schnelle Schnitte, hämmernder Techno-Soundtrack anfangs wirkt der Film etwas gewollt und überfrachtet. Mit viel trockenem Witz und durch das unverkrampfte Spiel von Debütant Xaver Hutter entwickelt Tempo dann aber doch einen frischen Charme dicht dran am Leben und weit weg vom Einerlei deutscher Beziehungskomödien. Fans von Bandits-Shooting-Star Nicolette Krebitz müssen sich allerdings mit einigen Kurzauftritten begnügen.“ Fazit: „Lockerer Spaß über die realen und fiktiven Abenteuer eines Fahrradkuriers. Nicht ausgegoren, aber originell.“

### Auszeichnungen (Auswahl)
- 1997: Max-Ophüls-Preis
- 1997: Femina-Filmpreis für Katharina Wöppermann für die Ausstattung des Films
- 1997: Förderpreis Langfilm[8]